# Litiumdiisopropylamid
Litiumdiisopropylamid eller LDA är en av de viktigaste starka baserna inom organkemin. Ämnet är starkt steriskt hindrat, och har ett pKa på cirka 34. Framställning sker genom att reagera diisopropylamin med butyllitium vid –78 °C. Ämnet tillhör ämnesklassen azanider.